# Salcedia

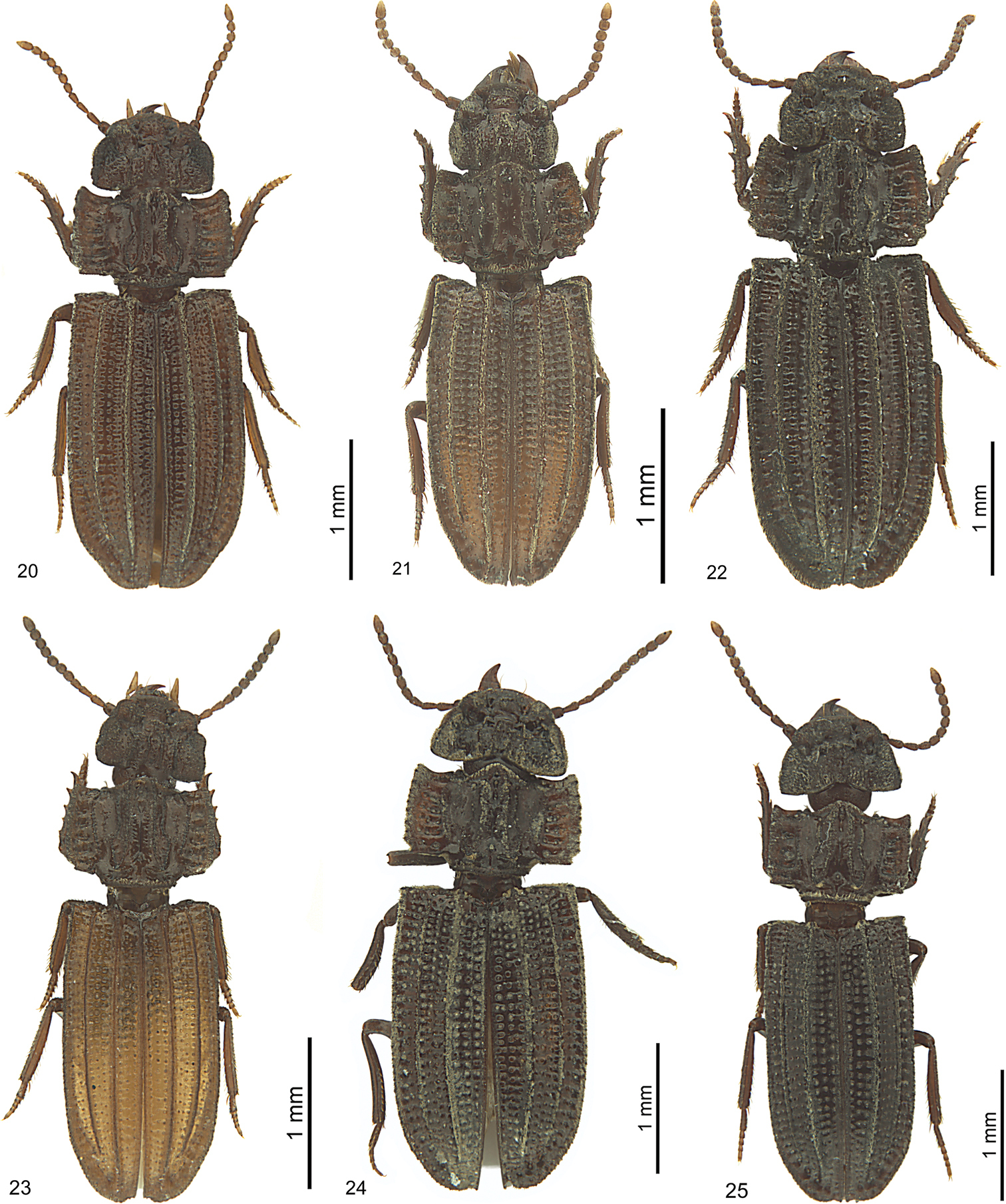
Salcedia utetea (20), S. lukulua (21), S. robusta (22), S. tuberculata (23), S. miranda (24), S. parallela (25).

Salcedia (лат.) — род жуков-жужелиц из подсемейства скариты (Scaritinae, триба Salcediini). Около 20 видов.

## Распространение
Африка, Мадагаскар, Юго-Восточная Азия.

## Описание
Мелкие жужелицы. Длина тела 2—4 мм, ширина около 1 мм. Тело овальное удлинённое, основная окраска серая и землистая. Голова полукруглая и уже пронотума; верхняя губа короткая, с 7 щетинками; наличник слит с клипеальными лопастями; лоб сзади с четырьмя продольными килями, срединные спереди соединяются в киль или бугорок; голова без клипеальных и надглазничных щетинок; глаза либо совсем не видны, либо в малой степени видны при взгляде сзади. Голова и переднеспинка вентрально с каналом для вложения усиков. Переднеспинка с двумя заметно приподнятыми продольными килями посередине, сбоку с одним-четырьмя дополнительными более мелкими килями, латерально широкими изогнутыми вверх, крыловидными, с пятью или шестью поперечными латеральными ямками. Надкрылья с несколькими продольными острыми килями. Задние крылья полностью развиты у большинства видов (у двух видов частично редуцированы: S. unifoveata и S. tuberculata). Ноги относительно короткие. Голени килевидные. Голова, переднеспинка и задняя часть тела плотно и точно соединяются в положении покоя, защищая межсегментные связи. Внешние хитиновые покровы покрыты грязью (частичками глины, земли). Все это придает поверхности однородный вид маленького полугнилого листа. Грязь, прилипшая к поверхности, делает образцы практически незаметными. Специфические морфологические признаки и загрязнение кожного покрова, рассматриваются как часть защитного механизма и стратегии выживания на берегах рек и в галерейных лесах, где часто происходят затопления. Биология Salcedia мало изучена, известно только, что большинство экземпляров были собраны вблизи водоемов (берегов рек или озер), в том числе под камнями на берегу. Активны в ночное время.

## Систематика
Около 20 видов. Род был впервые описан в 1899 году французским энтомологом Леоном Файрмайером (1820—1906). Близок к родам Holoprizus Putzeys, 1866, Solenogenys Westwood, 1859 и Andozelma PutDostal, 1993 из трибы Salcediini. Валидный статус подтверждён в ходе ревизии, поведённой в 2020 году швейцарским колеоптерологом Michael Balkenohl (Naturhistorisches Museum Bern, Берн, Швейцария). Отличается от других родов Salcediini, главным образом, усиковым каналом на вентральной поверхности переднеспинки, метэпистернумом с продольным желобком для вложения апикальной части средних ног, отчетливо окаймленными голенями, менее заметными глазами и одинаковой длиной второго и третьего антенномеров.
- Salcedia africana (Britton, 1947)[5]
- Salcedia baroensis Balkenohl, 2020[1]
- Salcedia coquilhati Alluaud, 1932[6]
- Salcedia elongata Alluaud, 1932[6]
- Salcedia faillei Balkenohl, 2020[1]
- Salcedia lukulua Balkenohl, 2020
- Salcedia matsumotoi Balkenohl, 2020
- Salcedia miranda (Andrewes, 1920)[7]
- Salcedia nigeriensis Alluaud, 1930[8]
- Salcedia parallela Baehr, 1998[9]
- Salcedia perrieri Fairmaire, 1899
- Salcedia procera Balkenohl, 2020
- Salcedia putzeysi (Oberthur, 1883)[10]
- Salcedia robusta Balkenohl, 2020
- Salcedia schoutedeni Alluaud, 1930[8]
- Salcedia tuberculata Balkenohl, 2020
- Salcedia unifoveata Balkenohl, 2020
- Salcedia utetea Balkenohl, 2020[1]